# Andrea Di Vito
Andrea Di Vito (né le 28 mai 1971 à Rome) est un dessinateur italien de bande dessinée et de comic book.

## Œuvres

### CrossGen Comics
- Brath #1-5, 7-14
- Brath Prequel #1
- The First #6, 15-20, 22-24
- Saurians: Unnatural Selection #1-2
- Scion #10, 12, 28

### Marvel Comics

#### Intérieurs
- Annihilation #1-6
- Annihilation: Heralds of Galactus #2
- Captain America and the Falcon #8
- Civil War: House of M #1-5
- Dungeons and Dragons
- Marvel Comics Presents #1-7
- Nova #22-24, 26-28, 31-33, 35
- Stormbreaker: The Saga of Beta Ray Bill #1-6
- Thing #1-5
- Thor #80-85
- Young Avengers #7-8
- What If Aunt May Had Died Instead of Uncle Ben?
- World War Hulk: X-Men #1-3

#### Couvertures
- Annihilation: The Nova Corps Files
- Annihilation Saga
- Stormbreaker: The Saga Of Beta Ray Bill #1-6
- Thing #1-8
- X-Factor #19

## Récompenses et distinctions
- 2006 : Prix Harvey de la meilleure nouvelle série pour Young Avengers (avec Jim Cheung (en) et Allan Heinberg)